# ساتوشی اونو
اونو ساتوشی (به ژاپنی: 大野 智، Ōno Satoshi) نام یک خواننده و هنرپیشه محبوب در کشور ژاپن است. اونو ساتوشی عضو و رهبر گروه ۵ نفرهٔ آراشی است که زیر نظر دفتر جانیز فعالیت می‌کنند. شروع فعالیت این گروه در سوم نوامبر ۱۹۹۹ در شهر هونولولو در هاوایی بوده‌است. ساتوشی اونو فعالیت خوانندگی خود را در سن سیزده سالگی آغاز کرده‌است.

## جوایز و نامزدی
| سال  | سازمان اهداکننده                             | جوایز                                 | نام اثر                        | نتیجه    |
| ---- | -------------------------------------------- | ------------------------------------- | ------------------------------ | -------- |
| ۲۰۰۸ | 12th Nikkan Sports Drama Grand Prix (Summer) | بهترین بازیگر                         | Maō مائو                       | برنده    |
| ۲۰۰۸ | 58th Television Drama Academy Awards         | بهترین بازیگر                         | Maō مائو                       | نامزدشده |
| ۲۰۰۸ | 12th Nikkan Sports Annual Drama Grand Prix   | بهترین بازیگر                         | Maō مائو                       | برنده    |
| ۲۰۰۹ | 5th Annual TV Navi Drama Awards              | بهترین بازیگر                         | Maō مائو                       | برنده    |
| ۲۰۰۹ | 18th Annual TV Life Awards                   | بهترین بازیگر                         | Maō مائو                       | برنده    |
| ۲۰۰۹ | 60th Television Drama Academy Awards         | بهترین بازیگر                         | Uta no Oniisan آهنگ برادر بزرگ | نامزدشده |
| ۲۰۰۹ | 60th Television Drama Academy Awards         | Best Theme Song                       | Uta no Oniisan آهنگ برادر بزرگ | برنده    |
| ۲۰۱۰ | 14th Nikkan Sports Drama Grand Prix (Spring) | بهترین بازیگر                         | Kaibutsu-kun آقای هیولا        | برنده    |
| ۲۰۱۰ | 65th Television Drama Academy Awards         | بهترین بازیگر                         | Kaibutsu-kun آقای هیولا        | برنده    |
| ۲۰۱۱ | GQ Japan Men of the Year 2011 Awards         | مرد سال ژاپن در سال ۲۰۱۱ به انتخاب GQ |                                | برنده    |